# Kamatz
| Kamatz |            |
| ָ |            |
| IPA | [a] 或 [ä] |
| 轉寫 | a          |
| 英語近似 | far        |
| 相似於 | Pataḥ      |
| 範例 |            |
| דָּג‬ |            |
| 希伯來語中的魚（國際音標：[dag]）。當中第一個字母下方的標記就是Kamatz。                                         |            |
| 其他尼庫德 |            |
| Shwa · Hiriq · Tzere · Segol · Pataḥ · Kamatz · Holam · Dagesh · Mappiq · Shuruk · Kubutz · Rafe · Sin/Shin Dot |            |

Kamatz（也拼作Qamatz, Qamets, 國際音標：[kaˈmats]）是希伯來語注音符號——尼庫德（Niqqud）中的一個，由一個字母下方的兩條垂直線（看起來像大寫字母T）「 ָ ‬」表示。現代希伯來語中，它通常表示接近英語單詞中/a/的音素，並且被轉寫為“a”，與現代希伯來語中另一個尼庫德Pataḥ的發聲相同。某些情況下，它也表示音素/o/，等同於尼庫德Holam的發聲。